# فيكتور غولشميدت
فيكتور غولشميدت (بالفرنسية: Victor Goldschmidt)‏ هو فيلسوف وأستاذ جامعي فرنسي، ولد في 28 سبتمبر 1914 في برلين في ألمانيا، وتوفي في 25 سبتمبر 1981.